# Delfi
Delfi （有时大写成DELFI）是爱沙尼亚、拉脱维亚和立陶宛的一个新闻网站。 
Delfi在每個波罗的海国家獨立运营，域名分別为delfi.ee、 delfi.lv和delfi.lt 。除了爱沙尼亚语、拉脱维亚语和立陶宛语外，Delfi还在这三个国家提供俄语版本的门户网站。 2012年3月12 日，Delfi推出波蘭語版本，域名為pl.delfi.lt。一年后，Delfi又推出英語版，域名為en.delfi.lt。

## 歷史
Delfi由爱沙尼亚公司MicroLink于1999年創立，2003年，MicroLink將Delfi给挪威公司Findexa。 2007年，爱沙尼亚媒体集团Ekspress Grupp以5400万欧元收购了Delfi 100%的股票。 